# Ophiopogon regnieri
Ophiopogon regnieri là một loài thực vật có hoa trong họ Măng tây. Loài này được Bois mô tả khoa học đầu tiên năm 1906.